# Ploudalmézeau
Ploudalmézeau (bretonisch Gwitalmeze) ist eine Gemeinde im Département Finistère in der Bretagne in Frankreich. Sie gehört zur Communauté de communes du Pays d’Iroise.

## Bevölkerung
Ploudalmézeau hat insgesamt 6440 Einwohner (Stand 1. Januar 2022), die vor allem im Kernort Ploudalmézeau sowie dem nordwestlich davon an der Küste gelegenen Ortsteil Portsall (Porsal) leben.

## Ortsteil Portsall

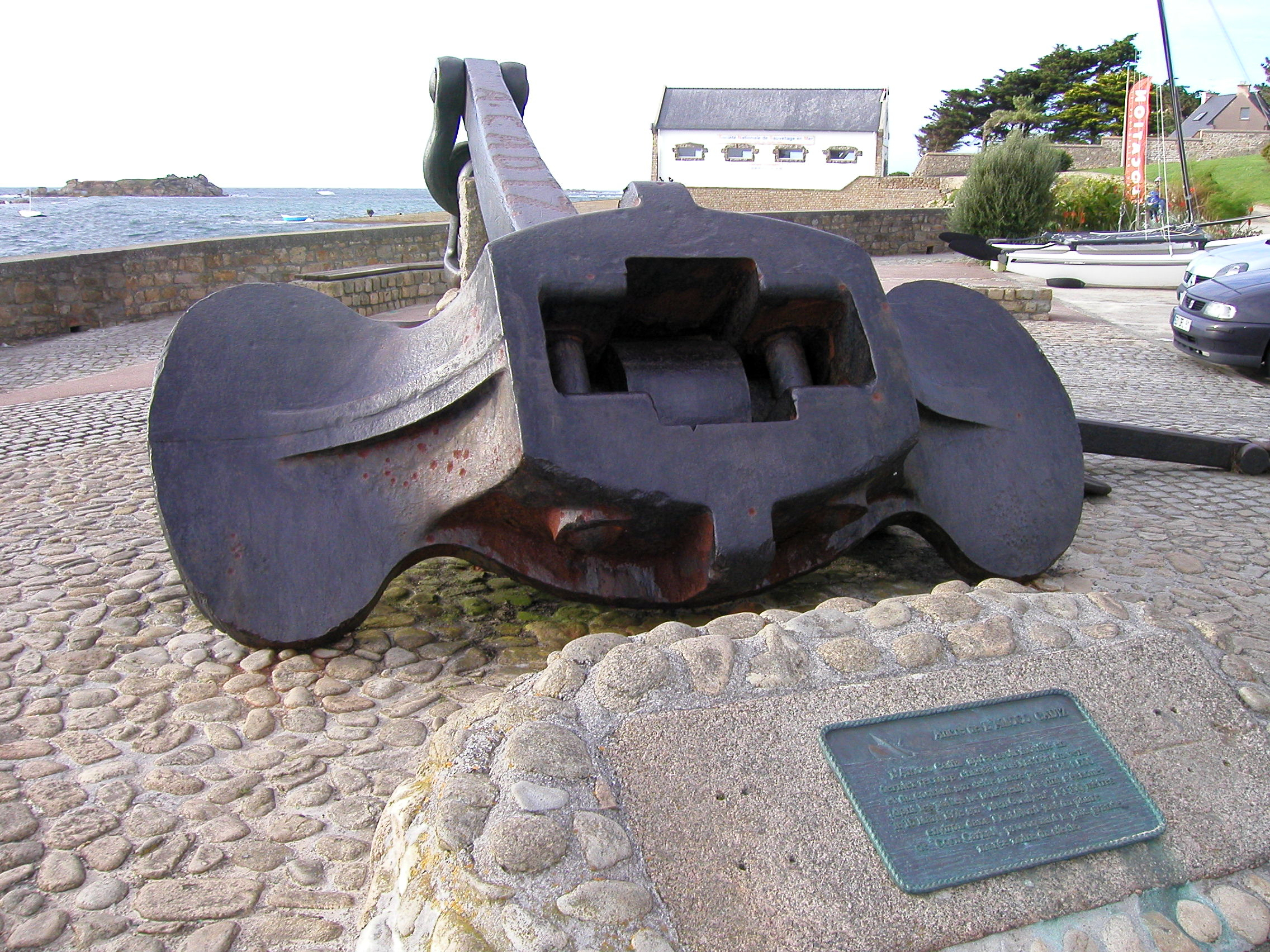
Anker der Amoco Cadiz

Der Ortsteil Portsall (bretonisch Porsall) liegt wenige Kilometer nordwestlich des Hauptortes an der Côte des Abers. Der Ort erreichte traurige Berühmtheit, als am 16. März 1978 der Tanker Amoco Cadiz unweit der Küste havarierte und der Ölteppich als erstes den kleinen Naturhafen des Ortes erreichte, bevor er sich binnen weniger Tage über 300 Kilometer Küstenlinie verteilte. Ein riesiger, halb zerbrochener Anker der Amoco Cadiz am Ende der Hafenmole erinnert bis heute an das Unglück. Bei Springniedrigwasser im Frühjahr und Herbst sind manchmal auch Wrackreste zu sehen, die aus der Wasseroberfläche ragen.
Hier befinden sich die Megalithanlagen Allée couverte von Ribl sowie Le Guilliguy, ein meernaher „Dolmen á coudé“ auf einer Landzunge über dem Hafen von Portsall.

## Île Carn
Die Megalithanlage auf der Île Carn entstand zeitnah zum Cairn von Barnenez (etwa 4200 v. Chr.) und gehört damit zu den ältesten Megalithanlagen der Welt.

## Bevölkerungsentwicklung
| Jahr                       | 1962 | 1968 | 1975 | 1982 | 1990 | 1999 | 2008 | 2017 |
| Einwohner                  | 4190 | 4297 | 4464 | 4771 | 4874 | 4994 | 6070 | 6297 |
| Quellen: Cassini und INSEE |      |      |      |      |      |      |      |      |

## Persönlichkeiten
- Bernard Natan (1886–1942), Regisseur und Produzent, ließ 1931 eine Villa bei Tréompan erbauen.[1]
- Alphonse Arzel (1927–2014), Politiker der UDF, von 1961 bis 2001 Bürgermeister der Gemeinde, von 1980 bis 1998 Senator für Finistère, auch bekannt durch seine Mitwirkung an der gerichtlichen Verfolgung des Untergangs der Amoco Cadiz.
- Paco Rabanne (1934–2023), spanischer Modeschöpfer, lebte zuletzt in Portsall und starb dort.
- Jacques Pellen (1957–2020), Jazzgitarrist und Komponist, lebte in Portsall.
- Didier Squiban (* 1959), Pianist und Komponist, ist in Ploudalmézeau geboren.